# Iz i Ziomale
Iz i Ziomale (ang. IZ AND THE ZIZZLES) – film miał w Polsce swoją premierę w KidsCo w 2007 roku o godz. 18:00 w Kinie KidsCo. Serial w KidsCo znany jest pod nazwą Iz i Zizzlesowie.

## Fabuła
Losy rodziny Zizzlesów zależą od małego robota o imieniu iZ. Robot przypadkowo zmienia się w didżeja i sprawia, że Zizzlesi stają się gwiazdami rocka.

## Bohaterowie
- Iz – robot. Jest koloru zielonego. Należy do Iz i Ziomale.
- Izy – klon Iza.
- Izabela – klon Iza.
- Tim Franklin – pracuje w lokalnej stacji radiowej.
- Mama Franklin – mama Maksa i Wery.
- Maks Franklin – ma siostrę Werę. Należy do Iz i Ziomale.
- Wera Franklin – ma brata Maksa. Należy do Iz i Ziomale.
- Pies Franklin – pies Zizzlesów.
- Lucas McGnati – należy do Iz i Ziomale. Jest sąsiadem Franklinów.
- Profesor – stworzył Iz.
- Greaws – agent rządowy.
- Irma McGnati – mama Lucasa.
- Junior

## Wersja polska
Opracowanie wersji polskiej: TOYA SOUND STUDIOS

Dialogi polskie i reżyseria: Patryk Steczek

Postaciom głosów użyczyli:
- Magdalena Dratkiewicz
- Beata Olga Kowalska
- Jolanta Jackowska-Czop
- Magdalena Zając
- Janusz German
- Jacek Łuczak
- Grzegorz Pawlak
- Gracjan Kielar
- Radosław Popłonikowski
- Mariusz Siudziński